# 西塔街
41°48′19″N 123°24′17″E / 41.80521°N 123.40482°E

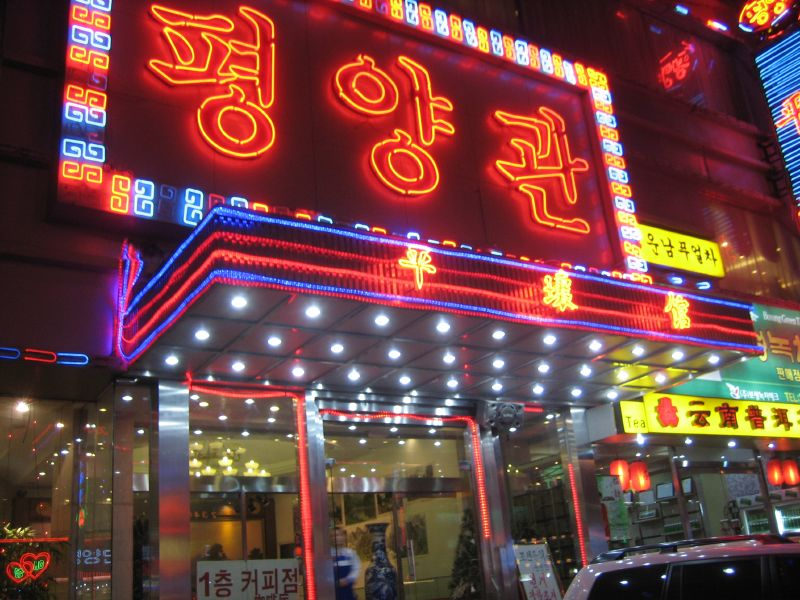
沈阳平壤馆

西塔街是中国沈阳市和平区一条南北走向的街道，因位于西塔延寿寺旁得名。西塔街亦是朝鲜族人聚集区。是仅次于洛杉矶韩国城的世界第二大朝鲜族（韩国）风情街

## 韩国城
20世纪初，大量朝鲜族人被日军从朝鲜半岛征召至中国东北，一部分选择在奉天商埠地的西塔落脚定居。此外，朝鲜基督教会在西塔修建教堂，成立西塔教会，并以之为活动中心，为西塔吸引来众多朝鲜族人口。西塔地区是除延边自治州以外的最大的朝鲜族民族聚集区域，截至2012年，拥有朝鲜族人口8338人，朝鲜族外来人口2万人，常住韩国人约为5000人。自上世纪80年代开始，在西塔地区形成了以餐饮娱乐为主的、具有浓郁朝鲜民族风情特色的休闲文化经济带。2002年起，西塔地区作为主会场举办一年一度沈阳市韩国周，促进沈阳与韩国的经济文化交流
。